# Pomian (herb szlachecki)
Pomian (Bawolagłowa, Pierścina, Perstina, Poman, Pomijan, Pomianowicz, Proporczyk) – polski herb szlachecki, noszący zawołania Nowiny i Pomian. Występował głównie w ziemiach poznańskiej i sandomierskiej. W ramach unii horodelskiej przeniesiony na Litwę. Według legendy herbowej wywodzi się on z herbu Wieniawa.
Spośród około 450 rodów używających Pomiana najbardziej zasłużoną rodziną byli Łubieńscy herbu Pomian. Wielu znanych Pomianów pochodziło z rodziny Sokołowskich. Pomiana używał także generał Jan Krukowiecki (wersja hrabiowska), Władysław Grabski oraz rodzina Kaczyńskich (z której wywodzą się Lech i Jarosław Kaczyńscy).
Nie należy mylić z Pomianem herbu Bawola Głowa, osobnego herbu noszącego nazwę będącą jednocześnie jedną z nazw obocznych Pomiana.

## Opis herbu

### Opisy historyczne
Jan Długosz, w swoich Klejnotach, zamieścił nie tylko blazonowanie herbu, ale i nawiązanie do legendy herbowej:

Pomijan. Quod pro insigi defert caput Zubronis nigrum, in campo ceruleo, gladio vibrato nudo transverberatum; in signum genealogie confusionis, circulo in naribus dependente sibi ablato. Erat enim clenodium vnum cum clenodio principali Zubrza głowa seu Vienijava, habens circulum de naribus pendentem, (...).

co przekłada się na opis:

Pomian. Za znak ma głowę żubrzą czarną, w polu woskowym (żółtym), nagim mieczem błyszczącym przebitą; w godle (zawarta) rodowa hańba, odjęte koło z nozdrzy zwisające. Jest również klejnot jeden (identyczny) z klejnotem głównym Żubrza głowa, czyli Wieniawa, mającym koło z nozdrzy zwisające, (...).

Opis, jaki podał Kasper Niesiecki, uwzględnia szczegół w postaci kółka w nozdrzach i klejnot:

Żubrza głowa czarna w polu żółtym, bez kółka, miecz przez nią z góry na dół, od prawego rogu niby w niej zatopiony, tak jednak, że koniec jego na dole dobrze widać. W hełmie ręka zbrojna z gołym mieczem.

Kształt i barwy herbu ulegały znaczącym modyfikacjom przez lata (patrz niżej). W wersji pierwotnej, w klejnocie widniało samo godło (klejnot tautologiczny), ponadto na przestrzeni wieków zmieniało się ułożenie miecza.

### Opis współczesny
Opis skonstruowany współcześnie z wykorzystaniem zasad blazonowania, zaproponowanych przez Alfreda Znamierowskiego:
Na tarczy w polu złotym żubrza głowa czarna mieczem pomiędzy rogami w skos przebita.
W klejnocie ramię zbrojne z mieczem.
Labry herbowe czarne, podbite złotem.

## Historia

### Przedheraldyczny znak Pomianów
Zachowały się dwie pieczęcie przedstawiające znak własnościowo-rozpoznawczy Pomianów, używany przed przyjęciem przez nich herbu. Przedstawiał on dwa podwójne krzyże połączone skośną drogą. Znak ten funkcjonował nawet przez jakiś czas równolegle z Pomianem. Dokument z 1306 roku został opatrzony pieczęciami dwóch krewnych: kasztelana kruszwickiego Chebdy i michałowskiego Imisława. Pieczęć pierwszego zawierała Pomiana, drugiego znak przedheraldyczny. Trzeci krewny, Bronisz ze Służewa wystawił między 1301 a 1308 dokument sygnowany pieczęcią ze znakiem identycznym ze znakiem Imisława (ale w lustrzanym odbiciu). Znak ten znajduje się w tarczy herbowej obok dwóch innych herbów. Piekosiński interpretuje go jako herb Świerczek. Interpretację taką odrzucają J. Bieniak oraz P. Dudziński, według których znak ten jest właśnie przedheraldycznym znakiem kreskowym Pomianów.

### Najwcześniejsze wzmianki
Podług Piekosińskiego najstarsza pieczęć pochodzi z 1306 roku (kasztelana kruszwickiego Chebdy). Inne wczesne pieczęcie z Pomianem należały do: Mikołaja kasztelana kowalskiego (1430), Andrzeja (Andruszki) Sakowicza (zachowana na akcie rozejmu w Czartorysku z 1431), Piotra Sakowicza ziemianina litewskiego (1432), Dowgierda wojewody wileńskiego (1433), Jaranda z Brudzewa dziedzica na Dąbrówce, wojewody inowrocławskiego (1435), Jana z Grabi kasztelana spicymirskiego (1442). Szymański wymienia dodatkowo pieczęcie Mikołaja z Niewiesza (1433), Jaranda z Brudzewa (1466), Mikołaja z Brudzewa (1479); Semkowicz – pieczęć Saka (Sakowicza) z aktu unii grodzieńskiej z 15 października 1432, Andruszki Sakowicza przy akcie unii trockiej z 1434 i Bohdana Andruszkowicza Sakowicza, namiestnika bracławskiego, marszałka królewskiego z 1474.
Najstarsza zachowana wzmianka w dokumentach sądowych pochodzi z 1402: „...de Poman duobus”.
Wszystkie zapiski XV-wieczne używają nazwy Pomian, bądź Pomianowie. W wieku XVI pojawia się zapis Bawolagłowa i to mimo faktu, że zapiska sądowa z 1445 roku wyraźnie mówi, że godłem jest głowa żubra.
Wprawdzie Pomianowie nie wystawili własnej chorągwi w bitwie pod Grunwaldem, ale chorągwią Wojciecha Jastrzębca dowodził rycerz herbu Pomian, Jarand z Grabia.
Aktem unii horodelskiej herb Pomian został przeniesiony na Litwę. Ród Pomianów reprezentował biskup włocławski Jan Pella, zaś adoptowany został bojar litewski Sak (z pieczęci znamy jego chrześcijańskie imię Stanisław).

### Ewolucja wizerunku
Od początku swego istnienia, kształt godła i barwy herbu pozostawały ustalone, zmieniały się jedynie drobne szczegóły. Herb przedstawiał przeważnie w polu złotym głowę żubrzą czarną, z rogami złotymi i takimż kolcem w nozdrzach, między rogami miecz srebrny o głowicy złotej w lewy skos.
Pole złote przypisano herbowi w herbarzach Bellenville, Złotego Runa, Lyncenich, Klejnotach Długosza i Stemmata Polonica. Ale na fryzie heraldycznym w Lądzie, herbowi dano pole srebrne.
Średniowieczni autorzy nie byli do końca pewni, jakiego zwierzęcia głowę mają umieścić w herbie. Głowę przedstawiono jako żubrzą w Herbarzu Złotego Runa, u Długosza w Stemmata oraz na pieczęciach. Z kolei na fryzie w Lądzie widać głowę byka, zaś w herbarzach Lyncenich i Bellenville – bawoła. U wszystkich autorów, barwę głowy określono jako czarną, z wyjątkiem fryzu w Lądzie, gdzie jest ona czerwona.
Elementem występującym często w średniowieczu, a który zanikł w późniejszych czasach, jest kolec w nozdrzach zwierzęcia. Kolec złoty dają autorzy herbarzy Złotego Runa, Lyncenich, Stemmata, Bergshammar, zaś w Klejnotach jego barwa jest nieokreślona. W Herbarzu Bellenville zwierzę nie ma kolca, za to jest z jęzorem czerwonym.
Wszystkie średniowieczne wizerunki zawierają miecz, nie zgadzają się natomiast co do jego ułożenia. Jest on w lewy skos na fryzie w Opactwie Cystersów w Lądzie, pieczęciach i w Stemmata. Odwrotnie jest w Bellenville w Herbarzu Złotego Runa, Lyncenich i Bergshammar.
Herb przedstawiono z dodatkową ozdobą w postaci labrów – czarnych, podbitych złotem w herbarzu Bellenville oraz na pieczęci Mikołaja z Brudzewa, oraz na bloku z herbem w katedrze gnieźnieńskiej. W tych samych miejscach przedstawiono klejnot – głowę żubrzą o długiej szyi, z mieczem między rogami.
W wieku XVI, z niezrozumiałych przyczyn, zmianie uległ klejnot herbu. Jeszcze Notaty Jana Zamoyskiego i pieczęć J. Jaranda z Brudzewa z 1504 przekazują wizerunki pierwotnego klejnotu. Natomiast Bartosz Paprocki w Gnieździe cnoty i Herbach rycerstwa polskiego oraz Marcin Bielski w Kronice przekazują już ramię zbrojne z mieczem. Inny wariant klejnotu widnieje na pieczęci z 1566 St. Ławskiego – trzy pióra strusie.
Zmiana zaszła w ułożeniu miecza, teraz w większości przekazów nie leżał on między rogami, ale na głowie. Tylko jedno źródło, nagrobek w Siemkach, podaje miecz przeszywający głowę. Wersja taka upowszechni się w późniejszych latach.
Przeważająca ilość przekazów XVI-wiecznych opisuje godło i barwy herbu jak w blazonowaniu podanym wcześniej, z dodatkiem kolca w nozdrzach. Jest tak w redakcjach Chigi, Łętowskiego, Arsenalskiej i Kamyna Klejnotów Długosza, Kronice Bielskiego i Notatach oraz w Herbach rycerstwa polskiego. Pewna odmiana jest w Stemmata polonica, gdzie kolec, rogi i głowica miecza są złote, zaś miecz – w lewy skos. Takie ułożenie miecza jest również u Reja w Zwierzyńcu, w herbarzyku Ambrożego z Nysy oraz w Gnieździe cnoty.
Na nagrobku w Objezierzu i w Siemkach, głowa pozbawiona jest kolca. Na pieczęci J. Jaranda z Brudzewa, miecz między rogami.
W wieku XVII autorzy nadal nie byli zgodni w kwestii ułożenia miecza, pozostałe elementy były już ustalone. Przedstawienie z Kleynotów... J.A. Gorczyna (1630) ma miecz położony na głowie. Podobnie jest u Wojciecha Wijuka Kojałowicza, ale tutaj dodatkowo miecz jest w odbiciu lustrzanym. Wacław Potocki z kolei, dał rysunek, na którym miecz przeszywa głowę.
Pierwszy herbarz wieku XVIII, autorstwa Antoniego Swacha, będący kompilacją prac Bielskiego, Okolskiego i Jana Liwa Herbulta (1705), zamieszcza dwie wersje herbu – z mieczem na głowie i z mieczem przez głowę, oraz opis trzech wariantów barwnych – z polem srebrnym, błękitnym i złotym. Najważniejszy herbarz wieku XVIII, autorstwa Niesieckiego (1738) podaje wprawdzie rysunek i opis z mieczem przechodzącym przez głowę, ale wzmiankuje także, że niektórzy używają wersji z mieczem na głowie.
Wizerunek w Heraldyce rosyjskiej Aleksandra Łakiera (1854) zawiera miecz na głowie żubra. Herbarz wydany na przełomie XIX i XX wieku herbarz Juliusza Karola Ostrowskiego zawiera kilka wariantów herbu, z mieczem zarówno przeszywającym głowę, jak i przeplecionym z rogami wymienia także (jako Pomian II) wersję z błękitnym polem.
Emilian Szeliga-Żernicki w Die polnischen Stammwappen (1904) podał głowę przebitą i nietypowe pole – srebrne. Zbigniew Leszczyc w Herbach szlachty polskiej (1908) zamieścił już pole złote, głowę przebitą. Teodor Chrząński, w swych Tablicach odmian (1909) wymienia herb jak u Leszczyca, razem z kilkoma odmianami klejnotu.
Opracowania współczesne, jak Herbarz polski od średniowiecza do XX wieku Tadeusza Gajla i Herbarz rodowy Alfreda Znamierowskiego, wobec rozbieżności w historycznych przekazach, przytaczają najpowszechniejsze zarówno średniowieczne, jak i nowożytne wersje herbu.

### Etymologia
Według opinii Józefa Szymańskiego z Herbarza średniowiecznego rycerstwa polskiego, Pomian jest nazwą i zawołaniem imionowym, mającym odniesienie w nazwie osobowej. Autor przytoczył też, przypuszczenie, że Pomian może oznaczać hasło, godło.
Wedle legendy natomiast, Pomian pochodzić ma od wyrażenia Pomni nań, użytego w odniesieniu do bratobójcy (Pomnij na niego, czyli na zabitego brata), bądź też od pomienienia herbu Wieniawa.
Nowiny to nazwa nierozpoznana.
W Herbarzu rycerstwa polskiego z XVI wieku, Szymański podał, że pochodzenia innej nazwy herbu, Proporczyk, pozostaje nierozpoznane, choć autor nie wyklucza pochodzenia przezwiskowego.

### Legendy herbowe
Legenda przytaczana między innymi przez Niesieckiego za Janem Długoszem, mówi:

Łastek Hebda z Grabia, brata swego rodzonego Jaranda, dziekana Gnieźnieńskiego zabił o to, że go często o nieprzystojne życie strofował, działo się to według nich we wsi Lubania, za który excess, krom inszej kary, i tę na sobie bratobójca wyniósł, że z herbu Wieniawa, którym się z przodków swoich pieczętował, kołko zdjęto, a miecz przez głowę, tym kształtem jako widzisz, nadano, i herb sam nazwany Pomian, niby Pomni nań, czyli raczej od pomieniania za herb Wieniawa (...)

Legendę, w której odmiana w herbie nie jest karą (uszczerbienie herbu), przytaczają Marek Derwich i Marek Cetwiński:

Opowiada się, że herb Pomian nadano jednemu z Wieniawitów w nagrodę za zabicie przed księciem na łowach mieczem żubra. Inny wariant mówi znów o zabiciu żubra na rzymskich igrzyskach. Oba te warianty znane są już w legendzie Wieniawitów.

## Herbowni
Lista sporządzona została na podstawie wiarygodnych źródeł, zwłaszcza klasycznych i współczesnych herbarzy. Należy jednak zwrócić uwagę na częste zjawisko przypisywania rodom szlacheckim niewłaściwych herbów, szczególnie nasilone w czasie legitymacji szlachectwa przed zaborczymi heroldiami, co zostało następnie utrwalone w wydawanych kolejno herbarzach. Identyczność nazwiska nie musi oznaczać przynależności do danego rodu herbowego. Przynależność taką mogą bezspornie ustalić wyłącznie badania genealogiczne.
Pełna lista herbownych nie jest dziś możliwa do odtworzenia, także ze względu na zniszczenie i zaginięcie wielu akt i dokumentów w czasie II wojny światowej (m.in. w czasie powstania warszawskiego w 1944 spłonęło ponad 90% zasobu Archiwum Głównego w Warszawie, gdzie przechowywana była większość dokumentów staropolskich). Lista nazwisk rodów szlacheckich  herbu Pomian pochodzi z Herbarza polskiego Tadeusza Gajla, uzupełniono ją dwoma, pominiętymi przez niego nazwiskami, wymienianymi w innych opracowaniach. Jest to dotychczas najpełniejsza lista herbownych (443 nazwiska). Występowanie na liście nazwiska nie musi oznaczać, że konkretna rodzina pieczętowała się herbem Pomian.
Abramowicz, Awedyk, Awłasewicz.
Bartoszewicz, Besiekierski, Białłozor, Białosuknia, Biernacki, Biesiekierski, Biesierski, Bladziewicz, Blawdziewicz, Bledziewicz, Blendziewicz, Bławdziewicz, Boczkowski, Bogacki, Bogaiko, Bogatko, Bogatkowski, Bohatko, Bohomolec, Borzewski, Bossuta, Brajczewski, Braniszewski, Brański, Bronisz, Broniszewski, Broniuszyc, Brudniowski, Brudnowski, Brudzewski, Bryszewski, Brzączewski, Brzechowski, Brzozowski, Brzuchowski, Brzyszewski, Butkiewicz, Byczkowski.
Chabielski, Chaliński, Charłupski, Chartłupski, Chebda, Chmielewski, Chobielski, Ciasnowski, Cieński, Ciesnowski, Cieśliński, Ciołkiewicz, Ciołkowicz, Ciosnowski, Czapiewski, Czortkowski, Czosnowski, Czostkowski, Czyński.
Danowski, Derszkoff, Derszkow, Dłużniewski, Dowgird, Dowgirt, Dziembowski, Dziengełł, Dzietkowicz, Dziębowski, Dziurkowski.
Gajdamowicz, Gaydamowicz, Gedmin, Giedmin, Giedwicz, Gledzianowski, Gliński, Gnuszyński, Gobiat, Gobiata, Gorczyński, Gorski, Gorzkowski, Górski, Grabieński, Grabiński, Grabowski, Grabski, Gralewski, Grochowski, Grodecki.
Hancewicz, Hankiewicz, Haniewski, Harasimowicz, Harasymowicz, Hatowski, Hebda, Hejnisz, Henclewski, Henzel, Hobiaty, Humel.
Izdebski, Izmajłowicz.
Janczewski, Janczowski, Janczyński, Jankiewicz, Jankowiecki, Janowski, Jarand, Jarant, Jarud, Jarunt, Jatowt, Jatowtowicz, Jaźwiński, Jażwiński, Juraha, Juranda, Jurewicz, Jurgiewicz, Jurjewicz.
Kaczanowski, Kaczkowski, Kaczyński, Kajdecki, Kamieniecki, Kamieński, Kamiński, Kamionacki, Kanuszewicz, Karwowski, Kasiński, Kasparowicz, Kaszyński, Kempalski, Kępalski, Kęsowski, Kielc, Kielczewski, Kiełczewski, Klimaszewski, Kłobski, Kłobucki, Kłodziński, Kłopotowski, Kobierzycki, Koczyński, Kojdecki, Kolkowski, Kołkowski, Kołucki, Kołudzki, Komaradzki, Komeradzki, Komierowski, Komirowski, Komoradzki, Kontowt, Kopczewski, Kosieradzki, Kośmider, Kotowski, Kozieradzki, Kraśniewski, Krosiński, Krukowiecki, Kruszyński, Kryński, Kuczyński.
Laszko, Lawski, Leszczyński, Lewiński, Linowski, Lipiński, Lipowski, Lipski, Lisowski, Lubiński, Lubomeski, Lubomęski, Lubomski, Lubomyski, Lubomyślski, Luboński, Luboradzki.
Łasko, Łaszko, Ławecki, Ławrynowicz, Ławski, Łękowski, Łosiński, Łubieński, Łukaszewicz.
Machowiecki, Makowecki, Makowiecki, Makowski, Malawka, Malawko, Malawski, Maławski, Matejka, Mateyka, Mieliski, Mieliwski, Mietlicki, Mikowiecki, Milewicz, Milewski, Miller, Misiecki, Modlibok, Modlibóg, Molawko, Motelewski, Motylewski, Motylowski.
Nagrodzki, Narkiewicz, Nasiegniewski, Nasiłowski, Netarbowski, Nichielewicz, Nieczatowski, Niehielewicz, Nietuchowski, Nietyczyński, Niewiesz, Nieżuchowski, Nieżychowski, Nosiłowski, Nowicki, Nowodworski, Nowowiejski.
Oczkowski Odorowski, Odrowski, Ogonowski, Olszewski, Omenta, Ometo, Omęta, Onaliński, Osiecki, Osiński, Ossuchowski, Ostromęcki, Ostromiecki, Ostromieczowski, Ostrowiecki, Otorowski.
Pawlicki, Pawłowski, Pezarski, Peżarski, Pieczarski, Pieniążek, Pietkiewicz, Pietkowicz, Pietkowski, Pietraszkiewicz, Pietrusiewicz, Pietruszewicz, Pięta, Piętka, Piętkiewicz, Piętkowicz, Piętkowski, Piotkiewicz, Piotrkowski, Piskowski, Pizewski, Plinkowski, Płomikowski, Płomkowicki, Płomkowski, Płomykowski, Płonkowski, Podolski, Pogajewski, Pohajewski, Poklatecki, Pokłatecki, Pokubiała, Pokubiało, Połoński, Połujan, Pomian, Pomiankowski, Pomianowski, Popkowski, Popokowski, Porecki, Porowski, Porycki, Porzecki, Porzęcki, Pożarski, Pożerski, Preuss, Prosiński, Proszyński, Prus-Sulewski, Przebojewski, Przecławski, Przedziński, Przybojewski, Przybranowski, Przystanowski, Psarski, Puklatecki, Pułaski, Pułjan, Pułjanowski, Purzecki, Purzycki, Puszycki, Pużycki.
Rabczewski, Racieski, Racięcki, Racięski, Raczyński, Radecki, Radomski, Radwiłłowicz, Radwiłowicz, Radziszewski, Radziwiłłowicz, Radziwiłowicz, Rapczewski, Rąbieski, Rąbiewski, Rembierski, Rozdzałowski, Rozdziałkowski, Rozdziałowski, Ruchocki, Rudnicki, Ruediger, Ryczyński, Ryłło, Ryło, Rymkiewicz, Rynkiewicz.
Sacewicz, Sacz, Saczewicz, Sagajłło, Sagajło, Sagayło, Sajewicz, Sakowicz, Sawliński, Sągajło, Serafinowicz, Serednicki, Serwiński, Siciński, Sieciński, Sierafimowicz, Sierpiński, Sierzpiński, Skubarczewski, Sobieczowski, Socewicz, Soczewicz, Sokolewski, Sokołowski, Solecki, Songajło, Srzednicki, Stachiewicz, Starczewski, Steckiewicz, Strzelcewicz, Stynwacki, Suleński, Sulewski, Suligostowski, Suligowski, Suliński, Sułkowski, Suski, Swolkień, Sycianko, Syciński, Szczepański, Szulecki, Szymanowicz.
Śliwiński, Średnicki, Śwerzewski, Świerzewski.
Tardziwił, Toltzig, Tubielewicz, Tubilewicz.
Warzymowski, Wądziagolski, Werowicz, Wędziagolski, Wichrowski, Wierzchowski, Wiesieniecki, Wietrzychowski, Wietrzycki, Więdziagolski, Wilkostowski, Wiszniewski, Wojtkuński, Wolski, Wosiński, Woszczerowicz, Wysocki.
Zachnowicz, Zagajewski, Zahacki, Zahajkiewicz, Zakrewski, Zakrzewski, Zdanowicz, Zdanowski, Zdebski, Zdunowski, Zdzenicki, Zdzienicki, Zegrzda, Zegzdra, Zembrzycki, Zerosławski, Zielanowski, Zubowski, Zubr, Zubrzycki.
Żdanowicz, Żegżdra, Żerosławski, Żmujdecki, Żubrzycki.
Część rodów wymienionych w spisie, zasiliła grono Pomianów za sprawą adopcji herbowej. Wspomniany już wcześniej Sak (Saka) był protoplastą litewskich Sakowiczów. Również Piętkowicze uznawali go za swojego przodka (niektórzy z nich mieli się pisać Piętkowicz Saka). Z rodu Saka miał też pochodzić Dowgierd, który swoim imieniem dał również początek litewskiemu rodowi (Dowgierdowie).
Pomiana przyjmowano także przez nobilitację w czasach późniejszych. Michała Pawlickiego nobilitowano za zasługi wojenne w 1658. Do Pomiana dopuszczono też Łukasza Rüdigera w 1552 i Wojciecha Bugnerowicza w 1595, ale im nadano herby Pomian z odmianami (odpowiednio Rydger i Bugnerowicz).
Pomiana używało kilka rodzin pochodzenia obcego, m.in. tatarskiego i ormiańskiego.
Ormianin Stefan Hankiewicz, pisarz królewski miał być nobilitowany w 1673. Informacji tej zaprzecza Juliusz Karol Ostrowski, który pisze, że nobilitowany Ormianin otrzymał herb własny – Hankiewicz.
Rodami ormiańskimi pieczętującymi się Pomianem według Ludwika Korwina mieli być Awedykowie, Hankiewiczowie, Kasparowiczowie i Zachnowiczowie.
Stanisław Dziadulewicz wymienia tego herbu tatarskie rodziny Abramowiczów, Makowieckich, Makowskich. Według niego Makowieccy mieli być gałęzią książąt nogajskich Bazarewskich (pierwszym znanym ich protoplastą miał być kniaź Indyn, syn Bazara, wzmiankowany w 1538). Mieli wywieść się oni ze szlachectwa z herbem Pomian przed deputacją wywodową wileńską w latach 1820–1860. Stanisław Dumin wymienia dodatkowo tego herbu tatarską rodzinę Jankiewiczów.

### Znani herbowni
Rodziną, która wydała najwięcej zasłużonych Pomianów, była wspominana wcześniej rodzina Łubieńskich. Herbu Pomian używała rodzina Grabskich, której członkiem był Władysław Grabski (dwukrotny premier II RP, ekonomista i autor reformy walutowej) oraz jego prawnuczka – Małgorzata Kidawa-Błońska (producentka filmowa, była Marszałek Sejmu). Oprócz nich herbu Pomian używała też rodzina Kaczyńskich z Kaczyna Starego i Kaczyna-Herbasów, z której wywodzą się Lech Kaczyński (były Prezydent RP) i Jarosław Kaczyński (były premier). Oprócz całych rodzin znanych herbownych, również pojedynczy Pomianowie zapisali się w historii kraju jako mężowie stanu, duchowni, wojskowi i artyści.
- Jan Krukowiecki – polski generał, uczestnik wojen napoleońskich i powstania listopadowego, hrabia,
- Stanisław Pomian-Srzednicki – polski sędzia, pierwszy Pierwszy Prezes Sądu Najwyższego w latach 1917–1922,
- Zygmunt Kaczkowski – polski powieściopisarz i poeta, działacz narodowowyzwoleńczy, szpieg austriacki,
- Jałbrzyk Jan Sokołowski – komornik króla Czech i Węgier Władysława Jagiellończyka, kasztelan santocki i starosta grudziądzki,
- Świętosław z Wrzący – kustosz włocławski (od 1426), kanonik poznański (od 1429), archidiakon włocławski (od 1435), wikariusz generalny i oficjał włocławski biskupa Władysława z Oporowa oraz jego następcy Jana z Sienna,
- Witold Zakrzewski (prawnik) – prawnik, profesor Uniwersytetu Jagiellońskiego, poseł na Sejm PRL VIII i IX kadencji,
- Wincenty Zakrzewski – polski historyk, profesor Uniwersytetu Jagiellońskiego,
- Stanisław Kobierzycki – polski działacz państwowy i historyk,
- Władysław Krzysztof Grabiński – polski szlachcic, starszy ułan podchorąży, uczestnik powstania warszawskiego,
- Michał Sokołowski – starosta kowalski,
- Józef Joachim Grabiński – generał brygady armii Księstwa Warszawskiego, generał dywizji armii włoskiej,
- Jan Sokołowski (zm. 1546) – kasztelan elbląski od 1540 roku, a od 1544 chełmiński, następnie wojewoda pomorski i starosta grudziądzki,
- Jan Gaston Zakrzewski – inż. mechanik, podporucznik rezerwy artylerii Wojska Polskiego,
- Jarosław Jan Sokołowski – komornik Władysława Jagiellończyka króla Czech i Węgier,
- Krzysztof Sokołowski – starosta rogoziński,
- Kazimierz Bogatko – starosta kiślacki,
- Wojciech Sokołowski – jezuita, filozof i teolog,
- Konstanty Kotowski – marszałek mozyrski, pułkownik jazdy litewskiej, konfederat wojskowy 1661,
- Józef Wojciech Grabiński – podstoli sandomierski (1710) i stolnik sandomierski (1712),kasztelan sanocki (1720–1750),
- Aleksander Sokołowski (biskup) – biskup kijowski, opat trzemeszeński,
- Kazimierz Albin Sokołowski – starosta inowrocławski, generał major ziemiański powstania wielkopolskiego w 1806 roku,
- Jakub Sokołowski – kanonik włocławski.,
- Władysława Maciesza ps. „Sława”, „Katarzyna”, „Margarette Wagner” – kurier legionowy, senator, żołnierz wywiadu,
- Jarand z Grabia – wojewoda sieradzki i inowrocławski w 1427, stolnik brzeski od 1402, uczestnik bitwy pod Grunwaldem,
- Henryk Sokołowski – polski malarz,
- Serafin Rafał Sokołowski – sekretarz gabinetu Stanisława Augusta Poniatowskiego, konsyliarz Rady Nieustającej, poseł na Sejm Czteroletni,
- Antoni Dezydery Biesiekierski – kasztelan kowalski, poseł na sejm, kawaler Orderu Świętego Stanisława,
- Norbert Motylewski – paulin, trzykrotny przeor jasnogórski,
- Mieczysław Sokołowski – oficer WP i AK, dowódca IV Obwodu „Ochota” w czasie powstania warszawskiego.
- Tadeusz Cieński – polski polityk, poseł do sejmu galicyjskiego, organizował obronę Lwowa (1918–1919). W latach 1922–1925 senator.
- Jan Cieński – polski ksiądz rzymskokatolicki, od 1967 jedyny (tajny) biskup katolicki na Ukrainie.
- Józef Pomiankowski – feldmarszałek Cesarskiej i Królewskiej armii, generał dywizji Wojska Polskiego
- Stanisław Pomiankowski – pułkownik kawalerii Wojska Polskiego, ofiara zbrodni katyńskiej

### Herbowni w Rosji
Rosyjski heraldyk Aleksander Borysowicz Łakier w swojej książce Heraldyka rosyjska z 1855 roku przytoczył nazwiska rosyjskiej szlachty, która przejęła niektóre polskie herby. Wśród nich jest Pomian. Autor nie wyjaśnia, w jaki sposób zachodziło takie przejmowanie. Pewne jest, że kilka polskich rodzin osiadło w Rosji. Rdzennie rosyjskie rody mogły zaś przyjmować polskie herby na zasadzie upodobniania wizerunków własnych. Herbem Pomian miały według Łakiera pieczętować się rodziny:
Karmilicyn, Malawko (Malawok), Sokołowski, Jurieniew.

### Herb w kulturze
Herb ten, obok herbu Odrowąż, wspomina Włodzimierz Wolski w libretcie Halki:

W jedno godło dziś się wiążą Pomian, panie, z Odrowążą.

Herb Pomian miał zostać nadany Janowi Bohatyrowiczowi z powieści Nad Niemnem Elizy Orzeszkowej.

## Występowanie w heraldyce terytorialnej
Pomianowie nie osiągnęli dużego znaczenia i nie wydali wielu posesjonatów. Mimo to, kilka gmin i jedno miasto upamiętniło związki z nimi, umieszczając godło Pomiana w swoich herbach.
Herb Kazimierzy Wielkiej zawiera obok kłosów zboża, także godło herbu Łubieńskich, długoletnich właścicieli miasta. Godło to zostało również użyte w herbie powiatu kazimierskiego. Herb gminy Aleksandrów Kujawski składa się z kamieni z herbu Sulima, oraz żubrzej głowy z herbu Służewskich, Grabskich i Przybranowskich. Herb gminy Zakrzewo (powiat aleksandrowski) składa się z Ogończyka Zakrzewskich, Pomiana Sokołowskich i herbu Karmelitów Bosych. W projekcie herbu użyto wariantu barwnego z fryzu w Lądzie. Herb gminy Szczytniki składa się z Poraja Iwanowskich, herbu dawnego miasta Staw i Pomiana Lubieńskich.

## Odmiany, wersje alternatywne i utytułowane
Istniało kilkadziesiąt odmian herbu Pomian, powstałych na skutek takich zjawisk jak zniekształcanie rysunków, tworzenie nowych herbów na potrzeby adopcji i udostojnienia. Część z nich była tylko wariantami barw lub drobnych szczegółów rysunku. Zaliczają się tutaj odmiany klasyfikowane przez Ostrowskiego jako: Pomian Ib (miecz wbity pod rogiem, a nie między rogami) oraz Pomian II (pole błękitne). Z herbami tymi nie są skojarzone osobne listy nazwisk. Istniały też odmiany, przeważnie herby własne, dające się przypisać konkretnym rodom, a przez to sklasyfikowane jako osobne herby. Tadeusz Gajl, posiłkując się m.in. Niesieckim, Ostrowskim i Szymańskim, podaje następujące odmiany: Bagniewski, Bugnerowicz, Bukaty, Leszyński, Pomian III, Rydger, Saka, Sokołowski, Trlęski. Spośród nich, Bugnerowicz i Rydger pochodzą z nobilitacji, geneza pozostałych jest nieznana.
Istniały też trzy wersje Pomiana, będące herbami złożonym, z oznakami godności arystokratycznych. Krukowiecki powstał na okazję nadania austriackiego tytułu hrabiowskiego Janowi Krukowieckiemu w 1784. Łubieński hrabia, należał do Feliksa Łubieńskiego, który otrzymał w 1798 dziedziczny tytuł hrabiowski w Prusach. Syn Feliksa, Tomasz Andrzej Łubieński, otrzymał w 1811 tytuł barona Cesarstwa Francuskiego i stosowne odmiany w herbie.
Juliusz Karol Ostrowski wymienia też warianty herbu oznaczone cyframi od IV do XII. Nie są to oddzielne herby, ale raczej zestawienie różnych przedstawień powstałych na przestrzeni wieków:
- Pomian IV – Na tarczy głowa żubrza z mieczem prawo ukośnie przewleczonym przez rogi. Jest to przedstawienie z pieczęci Chebdy z 1306,
- Pomian V – Na tarczy głowa żubrza przebita mieczem w lewo. Jest to wizerunek z pieczęci Mikołaja, kasztelana kowalskiego z 1430,
- Pomian VI – Na tarczy głowa żubrza z mieczem na poprzek rogów. Jest to wizerunek z pieczęci Dowgierda, wojewody litewskiego z 1433,
- Pomian VII – Na tarczy głowa żubrza przebita mieczem prawo ukośnie w górę. Jest to przedstawienie z pieczęci Jaranda z Brudzewa z 1435,
- Pomian VIII – Na tarczy głowa żubrza przebita mieczem lewo ukośnie od góry. Tak przedstawił herb rytownik na pieczęci Jana z Grabi z 1442,
- Pomian IX (Pomianowie, Proporczyk) – W polu złotym głowa żubrza czarna z rogami złotymi, z pierścieniem złotym w nozdrzach i mieczem z dołu lewo ukośnie przez rogi przeplecionym. Jest to wizerunek z Roli Marszałkowskiej,
- Pomian X – W polu złotym głowa żubrza czarna przebita mieczem lewo ukośnie od góry. Jest to wariant z Herbarza arsenalskiego z 1530,
- Pomian XI – Na tarczy, przez głowę żubrzą miecz zza lewego rogu ukośnie ponad prawym okiem końcem w dół obrócony. Jest to przedstawienie z herbarzyka Ambrożego,
- Pomian XII – Na tarczy, przez głowę żubrzą miecz zza lewego ucha ukośnie pod lewe oko na dół końcem ukośnie leżący. Tak przedstawił herb Wojciech Wijuk Kojałowicz.

| Odmiany herbu Pomian |  | Pomian w heraldyce terytorialnej |